# سزار زانزوترا
سزار زانزوترا (ایتالیایی: Cesare Zanzottera; ۲۹ ژوئن ۱۸۸۶ – ۲۸ ژوئن ۱۹۶۱) دوچرخه‌سوار اهل ایتالیا بود.